# Thomas Wilson Brown
Thomas Wilson Brown (Lusk, 27 de dezembro de 1972) é um ator norte-americano.
Iniciou a carreira na adolescência, quando candidatou-se ao chamado da produção do filme Silverado, que necessitava de uma criança que soubesse montar a cavalo. Como Thomas morava num rancho, onde o pai criava gado, ganhou o papel de Augie Hollis, sobrinho dos protagonistas do filme.
Silverado foi o seu primeiro filme. Logo apos, trabalhou em longa-metragens de sucesso mundial, como Honey, I Shrunk the Kids, Welcome Home, Roxy Carmichael, Diggstown, Wild Bill, Pearl Harbor.
Também atua na televisão, onde já trabalhou em importantes séries, como: Beverly Hills, 90210, Boy Meets World, Walker, Texas Ranger, ER CSI: Crime Scene Investigation.